# Concorde (mythologie)
Pour les articles homonymes, voir Concorde.
Concorde (en latin Concordia) est une divinité des Romains, fille de Jupiter et de Thémis, déesse de la Paix et de l'Harmonie. Son équivalent grec est Homonoia.

## Histoire
Peu après le Sac de Rome en 390 av. J.-C. et le départ des guerriers Gaulois Sénonais, le dictateur Camille, pour apaiser les querelles sans cesse renaissantes du sénat et du peuple, éleva le Temple de la Concorde : cet édifice était situé au bas du Capitole. Le sénat s'assemblait souvent dans ce temple. Il fut aussi entièrement reconstruit durant le IIe siècle av. J.-C., ainsi que le temple dédié aux Dioscures. 
Lorsqu'il fit construire, en l'honneur de sa seconde épouse, le portique de Livie, entre -15 et -7, en périphérie du quartier de Subure, l'empereur Auguste fit également édifier, au centre de la place, un petit temple dédié à la déesse Concorde (Concordia Augusta) au milieu duquel se trouvaient deux statues, celle de l'empereur lui-même et celle de Livie, représentés respectivement en Mars et en Vénus.